# Guengat
Guengat település Franciaországban, Finistère megyében. Lakosainak száma 1836 fő (2022. január 1.). Guengat Plogonnec, Gourlizon, Le Juch, Plonéis és Quimper községekkel határos.

## Népesség
A település népességének változása:
| Lakosok száma | 1001 | 1588 | 1604 | 1688 | 1713 | 1755 | 1782 | 1828 | 1824 | 1836 |
|               | 1968 | 1982 | 1990 | 2006 | 2013 | 2015 | 2017 | 2019 | 2020 | 2022 |